# 17100 Kamiokanatsu
17100 Kamiokanatsu è un asteroide della fascia principale. Scoperto nel 1999, presenta un'orbita caratterizzata da un semiasse maggiore pari a 2,7871312 UA e da un'eccentricità di 0,0537558, inclinata di 5,58988° rispetto all'eclittica.